# Trittico degli Embriachi
Il trittico degli Embriachi è un monumentale trittico in “avorio”(vale a dire avorio di zanna di elefante per poche formelle e di osso per la maggior parte) commissionato da Gian Galeazzo Visconti a Baldassarre degli Embriachi per l'altare maggiore della Certosa di Pavia

## Storia
In origine il trittico stava sull'altare maggiore della Certosa di Pavia ed è l'opera di scultura più antica che vi si conserva. Fu commissionato da Gian Galeazzo Visconti a Baldassarre degli Embriachi, che non fu il solo esecutore dell'imponente opera in avorio, anche se i diversi intagliatori, più o meno abili, hanno sicuramente seguito la sua guida. Baldassarre, che fu anche banchiere e agente politico del primo duca di Milano, fu il più noto degli esponenti della famiglia degli Embriachi, intagliatori d’avorio e osso noti in tutta Europa, originari di Genova, ma attivi prima a Firenze e poi a Venezia tra la fine del XIV e la prima metà del successivo.Il trittico rimase sull’altare maggiore della Certosa fino alla metà del Cinquecento, quando, a causa delle riforma del coro, venne posto nella sacrestia vecchia, dove si trova ancor oggi. Nel 1984 una banda di ladri riuscì ad asportare gran parte delle formelle del trittico, ma fortunatamente essere furono tutte ritrovate nel 1985 dal Comando Carabinieri per la Tutela del Patrimonio Culturale.

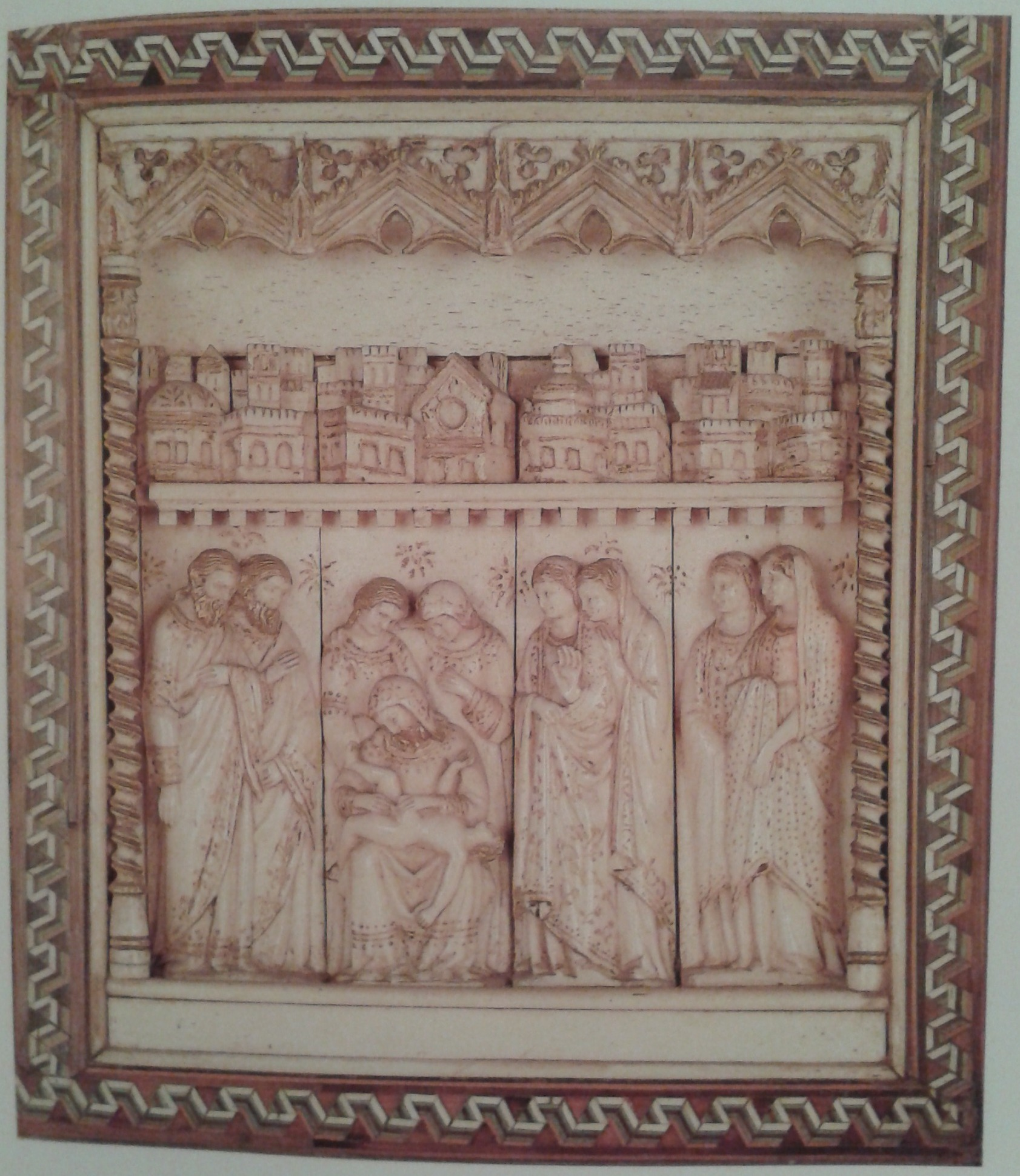
La circoncisione di Gesù

## Descrizione
Di misure gigantesche (254 cm di larghezza per 242 cm d'altezza), il trittico è formato da tre parti racchiuse in tre archi acuti e frastagliati sormonatati da cuspidi triangolari e terminanti in un nodo fiorito. La parte mediana, di misure maggiori, contiene 26 riquadri; le due parti laterali, più piccole, 18 riquadri ciascuna; il trittico è diviso da due colonne tornite che si ripetono anche sui lati. All'esterno è racchiuso da due pilastri sfaccettati con minuscole e numerose nicchie contenenti statuette a tutto tondo. Lo zoccolo è scompartito da 14 nicchie trilobate con altrettante statuette; nel riquadro Cristo dentro il sepolcro con la Vergine e San Giovanni ai lati e due Angeli in volo. Nei riquadri è narrata con minuzia e con pazienti intagli la vita e la passione di Gesù ed episodi di quella di Maria e dei Magi. L'opera, intagliata in avorio di elefante e in osso bovino per la maggior parte, è complessa e inevitabilmente composita. Vi si scorgono diverse mani di artefici, non tutte dello stesso livello. In essa confluisce un lessico eclettico di tradizioni narrative e di forme gotiche, in un periodo estremo del gusto e può costituire un singolare repertorio stilistico e culturale del tardo medioevo.